# Football Club Torinese
Le Football Club Torinese est un club de football italien fondé en 1894 à Turin. Le club participa à sept des huit premiers championnats d'Italie de football. En 1906, des dissidents du Juventus FC se joignirent au club pour former le Torino FC. Le Football Club Torinese avait auparavant absorbé en 1900 l'Internazionale Torino.

## Bilan saison par saison
| Saison | Div.                 | Parcours                       |
| 1898   | Championnat d'Italie | Éliminatoire                   |
| 1899   | Championnat d'Italie | Éliminatoire                   |
| 1900   | Championnat d'Italie | Finale                         |
| 1901   | Championnat d'Italie | Non participant                |
| 1902   | Championnat d'Italie | Demi-finale                    |
| 1903   | Championnat d'Italie | Éliminatoire                   |
| 1904   | Championnat d'Italie | Éliminatoire                   |
| 1905   | Championnat d'Italie | Forfait lors des éliminatoires |

## Effectif en 1900
- George Beaton
- Soedvitch
- Edoardo Bosio
- Nasi
- Edward Dobbie
- Giuseppe Lubatti
- Albert Weber
- Uberto Cagnassi
- Marcello Colongo
- Guido Beltrami
- Ernest Verdan